# Paula Dürrnberger
Paula Dürrnberger, Paulina Augusta Sofia Maria (auch: Dürnberger) (* 31. Januar 1854 in Wien; † 19. Mai 1915 in Wien) war eine österreichische Pianistin und Klavierpädagogin.

## Leben
Paula Dürrnberger war die Enkelin des Komponisten und Musikpädagogen Johann August Dürrnberger (1800–1880). Sie erhielt Klavierunterricht von Carl Maria von Bocklet sowie Julius Epstein und debütierte dreizehnjährig Anfang Januar 1868 im Salon Ehrbar in Wien. Ihre bis Anfang des 20. Jahrhunderts andauernde Konzertkarriere umfasste u. a. Tourneen mit dem Österreichischen Gesangsquartett bestehend aus den Schwestern Fanny, Marie und Amalie Tschampa sowie Marianne Gallowitsch und solistische Auftritte vor allem in Wien. Ab den 1870er-Jahren konzertierte sie regelmäßig im Bösendorfersaal und war auch bei Liederabenden als Begleiterin sowie bei Kammermusikabenden solistisch zu hören. Sie trat zusammen mit Musikgrößen ihrer Zeit auf wie z. B. Joseph Hellmesberger, Julius Epstein, Arnold Rosé, Marie Soldat-Röger, Paul Bulß oder Rosa Hochmann.
Zu ihrem Repertoire gehörten Klavierstücke von Bach, Mozart, Beethoven, Schubert, Mendelssohn, Schumann, Rubinstein, Liszt und Chopin sowie Kammermusik wie z. B. Mendelssohns c-Moll-Trio, Schumanns Klavierquintett Es-Dur und Klavierkonzerte wie z. B. das Klavierkonzert a-Moll von Saint-Saëns.
Ab ca. 1897 wirkte sie als Klavierlehrerin, gab aber bereits 1877 bei einem Aufenthalt in Bad Ischl Klavierunterricht. Sie war langjähriges Mitglied des Vereins der Musiklehrerinnen in Wien.